# Bekim Fehmiu
Bekim Fehmiu (1. června 1936 Sarajevo – 15. června 2010 Bělehrad) byl jugoslávský herec.
Narodil se v Sarajevu v rodině pocházející z Kosova, vyrůstal ve Skadaru a Prizrenu. Vystudoval herectví na Bělehradské umělecké univerzitě ve třídě Maty Miloševiće, působil v divadle v Prištině a v Jugoslávském dramatickém divadle v Bělehradě. V roce 1961 ho francouzský režisér Claude Autant-Lara obsadil do válečného filmu Tu ne tueras point. Mezinárodní úspěch mu přinesla hlavní role v tragikomedii Aleksandara Petroviće Nákupčí peří (1967), nominované na Oscara za nejlepší cizojazyčný film.
Hrál Odyssea ve stejnojmenném seriálu televize Rai, objevil se v západních produkcích Past na generála, Povolení zabíjet, Salon Kitty a Černá neděle i ve slovenském filmu Pavilón šeliem. V seriálu Dítě jménem Ježíš ztvárnil svatého Josefa. Vystoupil ve více než čtyřiceti filmech, dvakrát získal cenu Zlatá aréna pro herce ve vedlejší roli. Z divadla odešel v roce 1987 na protest proti politice Slobodana Miloševiće. Zemřel ve věku 74 let po zásahu střelnou zbraní, vyšetřování vyloučilo cizí zavinění.
Vydal vzpomínkovou knihu Blistavo i strašno. Herectví se věnovali také jeho manželka Branka Petrićová a syn Uliks Fehmiu.